# Huis Atreides

Het rode Haviksymbool van de Atreides.

Het Huis Atreides is een van de adellijke geslachten uit het Duin-universum van Frank Herbert. Volgens de overlevering stamt het af van de Atreïden uit de klassieke Griekse mythologie. De adellijke geslachten in Duin vallen in twee hoofdgroepen uiteen: de Grote Geslachten (Geslachten Maior) en de Kleine Geslachten (Geslachten Minor). Daarnaast worden in het boek nog de zogeheten Renegate Geslachten genoemd. Dit, omdat deze geslachten afvallig zijn en het Keizerrijk, zoals in het boek omschreven, verlaten en zich elders op verre planeten gevestigd hebben.
Duin (Engels: Dune) is slechts het eerste deel van de zogeheten Duinkronieken, en pas in latere delen wordt genoemd dat de Atreides afstammen van Atreus, een held uit de klassieke Griekse literatuur. Atreides (Ἀτρεΐδης) is Grieks voor zoon van Atreus. Het hoe en waarom wordt niet uitgelegd, maar hiermee is wel de naam van het geslacht verklaard.
Aanvankelijk, in het begin van Duin, zijn de Atreides niet een van de rijkste geslachten in het Keizerrijk, en hebben ze als thuisplaneet Caladan, een waterrijke wereld. Echter, hun leider, Hertog Leto, is populair bij de Landsraad, waardoor ze in aanzien winnen. De stijgende populariteit maakt dat de Padishah Keizer Shaddam IV zich bedreigd voelt, waarop deze een complot smeedt samen met de aartsvijanden van de Atreides, de tyrannieke Harkonnen. De vendetta tussen beide geslachten gaat terug tot de Butlerse Jihad. De Atreides worden verhuisd naar Arrakis (bijgenaamd Duin), en worden hier ten val gebracht.
Alleen de erfopvolger Paul Atreides weet samen met diens moeder Jessica, concubine van de hertog, te overleven. Hij wordt volwassen in de woestijn van Duin, en aan het einde van het boek overwint hij de Harkonnens en zelfs de Padishah Keizer. Hierop neemt hij diens plaats in, en wordt hiermee de eerste keizer uit het geslacht Atreides. Bijnamen van Paul, die in het verhaal de hoofdpersoon is, zijn: Lisan al Gaib, Kwizatz Haderach, Usul en Muad'Dib. De eerste is de naam die gelovigen hem geven in de loop van zijn keizerschap; de tweede is de naam van de Bene Gesserit-zusterschap; de derde is de naam van Pauls vrouw Chani; de vierde is de naam van het volk waarbij Paul opgroeit in de woestijn, de Vrijmans (Engels: Fremen).
Zo wordt het geslacht Atreides het belangrijkste geslacht in het Duin-universum. Na de Leeuwentroon van de Padishah Keizer bestegen te hebben, begint hij met zijn Vrijmans een Jihad waardoor in het gehele Keizerrijk een revolutie ontstaat. Hier komen vele miljarden burgers bij om. Desondanks verwerft hij door deze religieuze strijd een goddelijke status. Na hem volgen zijn zus Alia en zijn zoon Leto II. Leto II gaat welbewust een symbiose aan met een zandworm van Duin, waarop hij 3500 jaar leeft. In deze periode zet hij evolutionaire plannen op voor de mensheid, en doet hiermee dingen die zijn vader Paul nooit durfde te doen. Tijdens zijn bewind wordt onder andere de zandplaneet omgevormd tot een waterrijke en groene wereld.
Verder nog: 
- Siona Atreides, introduceert cruciale genetische eigenschappen die millennia na haar dood nog invloed uitoefenen.
- De Bashar Miles Teg, een verre afstammeling van de Atreides, maakt zijn intrede vanaf het vijfde boek in de Duinserie.